# Монти, Освальдо
Освальдо Эктор Монти де Сезарис (исп. Osvaldo Héctor Monti de Cesaris, 6 декабря 1945, Буэнос-Айрес, Аргентина) — аргентинский хоккеист (хоккей на траве), полевой игрок. Участник летних Олимпийских игр 1968 и 1972 годов. Двукратный чемпион Панамериканских игр 1967 и 1971 годов.

## Биография
Освальдо Монти родился 6 декабря 1945 года в Буэнос-Айресе.
Играл в хоккей на траве за «Сан-Фернандо».
В 1968 году вошёл в состав сборной Аргентины по хоккею на траве на летних Олимпийских играх в Мехико, занявшей 14-е место. Играл в поле, провёл 5 матчей, мячей не забивал.
В 1972 году вошёл в состав сборной Аргентины по хоккею на траве на летних Олимпийских играх в Мюнхене, занявшей 14-е место. Играл в поле, провёл 4 матча, мячей не забивал.
Дважды завоёвывал золотые медали хоккейных турниров Панамериканских игр — в 1967 году в Виннипеге и в 1971 году в Кали.

## Семья
Младший брат Освальдо Монти Родольфо Монти (род. 1948) также играл за сборную Аргентины по хоккею на траве, в 1968 году участвовал в летних Олимпийских играх в Мехико.